# Marcel North
Marcel North (* 24. Februar 1909 in Dorking; † 2. Juli 1990 in Neuenburg) war ein Schweizer Maler, Kupferstecher, Illustrator und Kolumnist. Sein Werk umfasst zudem Szenografie, Kostümentwürfe sowie Kunst am Bau.

## Leben und Werk
Marcel Norths Familie wanderte 1911 in die Schweiz ein. North besuchte von 1925 bis 1928 die Kunstgewerbeschule in Strassburg und war ein Schüler von François-Rupert Carabin. Von 1928 bis 1931 war er in Neuenburg ein Schüler des Malers, Bildhauers und Buchillustrators Conrad Meili (1895–1969). Wie Meili hielt sich North ab 1930 in Paris auf. 
Von 1932 bis 1935 lebte und arbeitete North in London. Wieder in Neuenburg war er als Werbegrafiker sowie als Bühnen- und Kostümbildner tätig. Ugo Crivelli war ein Schüler von North. 
North illustrierte für die Verlagshäuser Ides et Calendes, La Baconnière, Gonin und Messeiler literarische Werke von François Villon, François Rabelais und Edgar Allan Poe. Zudem illustrierte er Sachbücher wie Recettes culinaires et hygiène alimentaire von 1969. Als Kolumnist schrieb er für die satirische Wochenzeitschrift Curieux und für die Feuille d'avis de Neuchâtel.
1942 erhielt er ein Eidgenössisches Kunststipendium. North war mit der Malerin und Illustratorin Marie-Claire, geborene Bodinier (* 1911), verheiratet. Ihre gemeinsamen Tochter ist die Malerin Armande Oswald (* 1940) und ihr Sohn der Grafiker Michael North (* 1945).